# Grouvelleus
Grouvelleus is een geslacht van kevers uit de familie glanzende bloemkevers (Phalacridae). Francisque Guillebeau richtte het geslacht op in 1892 en beschreef tevens de eerste soort Grouvelleus prosternalis, afkomstig uit Saigon (Vietnam). Hij gaf aan het geslacht de naam Grouvelleus als eerbetoon aan de Franse entomoloog Antoine Henri Grouvelle (1843-1917), die gespecialiseerd was in Coleoptera.
Grouvelleus komt voor in de vochtige tropische streken van Afrika (van Sierra Leone tot Oeganda en Angola) en Azië (van India en Sri Lanka tot Vietnam en Borneo). 
Matthew L. Gimmel publiceerde in 2013 een revisie van de familie Phalacridae. Hij beschouwde de geslachten Litotarsus en Ochrolitoides als synoniemen van Grouvelleus en hij rekende deze soorten dan ook tot Grouvelleus:
- Grouvelleus anisotomoides (Champion, 1925) (oorspr. Litotarsus anisotomoides)
- Grouvelleus dilutus (Champion, 1925) (oorspr. Litotarsus dilutus)
- Grouvelleus magister (Champion, 1924) (oorspr. Ochrolitoides magister)
- Grouvelleus magnus (Motschulsky, 1866) (oorspr. Litotarsus magna)
- Grouvelleus siamensis (Champion, 1924), (oorspr. Ochrolitoides siamensis
- Grouvelleus tibialis (Švec, 2006) (oorspr. Litotarsus tibialis)

## Naamsverwarring
In 1908 gebruikte Philipp Adamovich Zaitzev de naam Grouvelleus opnieuw voor een nieuw geslacht van beekkevers, hoewel de naam reeds in gebruik was. George Charles Champion zette de situatie recht in 1923 door deze naam te vervangen door het nomen novum Grouvellinus.